# Dresden Monarchs
| Ewige GFL-Bilanz | Ewige GFL-Bilanz | Ewige GFL-Bilanz | Ewige GFL-Bilanz | Ewige GFL-Bilanz | Ewige GFL-Bilanz | Ewige GFL-Bilanz | Ewige GFL-Bilanz | Ewige GFL-Bilanz | Ewige GFL-Bilanz | Ewige GFL-Bilanz | Ewige GFL-Bilanz |
| Jahr             | Gesamt           | Gesamt           | Gesamt           | Heim             | Heim             | Heim             | Ausw.            | Ausw.            | Ausw.            | TD-Verhältnis    |                  |
| Jahr             | S                | N                | U                | S                | N                | U                | S                | N                | U                | TD-Verhältnis    |                  |
| ---------------- | ---------------- | ---------------- | ---------------- | ---------------- | ---------------- | ---------------- | ---------------- | ---------------- | ---------------- | ---------------- | ---------------- |
| 2003             | 6                | 6                | 0                | 3                | 3                | 0                | 3                | 3                | 0                | 269 : 296        |                  |
| 2004             | 7                | 4                | 1                | 5                | 0                | 1                | 2                | 4                | 0                | 318 : 254        |                  |
| 2005             | 7                | 5                | 0                | 4                | 2                | 0                | 3                | 3                | 0                | 306 : 290        |                  |
| 2006             | 5                | 6                | 1                | 3                | 3                | 0                | 2                | 3                | 1                | 200 : 318        |                  |
| 2007             | 1                | 11               | 0                | 1                | 5                | 0                | 0                | 6                | 0                | 169 : 440        |                  |
| 2008             | 6                | 6                | 0                | 4                | 2                | 0                | 2                | 4                | 0                | 192 : 272        |                  |
| 2009             | 5                | 5                | 0                | 3                | 2                | 0                | 2                | 3                | 0                | 250 : 258        |                  |
| 2010             | 6                | 6                | 0                | 3                | 6                | 0                | 6                | 3                | 0                | 248 : 253        |                  |
| 2011             | 6                | 8                | 0                | 3                | 4                | 0                | 3                | 4                | 0                | 405 : 237        |                  |
| 2012             | 10               | 4                | 0                | 5                | 2                | 0                | 5                | 2                | 0                | 481 : 297        |                  |
| 2013             | 11               | 3                | 0                | 6                | 1                | 0                | 5                | 2                | 0                | 513 : 254        |                  |
| 2014             | 8                | 4                | 0                | 5                | 1                | 0                | 3                | 3                | 0                | 426 : 269        |                  |
| 2015             | 10               | 2                | 0                | 5                | 1                | 0                | 5                | 1                | 0                | 498 : 170        |                  |
| 2016             | 10               | 2                | 2                | 6                | 0                | 1                | 4                | 2                | 1                | 708 : 345        |                  |
| 2017             | 10               | 4                | 0                | 5                | 2                | 0                | 5                | 2                | 0                | 585 : 337        |                  |
| 2018             | 11               | 2                | 1                | 6                | 1                | 0                | 5                | 1                | 1                | 507 : 287        |                  |
| 2019             | 10               | 4                | 0                | 6                | 1                | 0                | 4                | 3                | 0                | 418 : 189        |                  |
| 2021             | 9                | 1                | 0                | 5                | 0                | 0                | 4                | 1                | 0                | 444 : 243        |                  |
| 2022             | 4                | 6                | 0                | 2                | 3                | 0                | 2                | 3                | 0                | 265:257          |                  |
| 2023             | 10               | 2                | —                | 4                | 2                | —                | 6                | 0                | —                | 488:280          |                  |
| Gesamt           | 152              | 91               | 5                | 84               | 41               | 2                | 71               | 53               | 3                | 7590:5546        |                  |

Die Dresden Monarchs sind ein deutscher Sportverein aus Dresden für die Sportarten American Football und Cheerleading. Die erste Mannschaft spielt seit 2003 in der German Football League (GFL). Ihr größter Erfolg war 2021 der Gewinn des German Bowl XLII der German Football League.

## Name
Der Name entstand in Anlehnung an die Geschichte der Monarchie in Sachsen unter August dem Starken. Auch das Logo wurde von ihm inspiriert: Es zeigt das Monogramm Augusts, die miteinander verschlungenen Buchstaben A und R (Augustus Rex). Das Maskottchen der Monarchs ist der Löwe „King Louie“ und die Teamfarben sind Gold und Navy.

## Geschichte

### Anfänge
Im Januar 1992 wurde der Verein als Saxonia Monarchs in Radeberg vor den Toren Dresdens gegründet. Auslöser war ein Postseason-Freundschaftsspiel zwischen den damaligen Bundesliga-Teams der Stuttgart Scorpions und der Dortmund Giants im Herbst 1991. Der Göttinger Ulrich Kramer versammelte einige erste Neugierige in Radeberg auf dem Gelände der BSG robotron und begann im Februar 1992 mit dem Training. Im Juni 1992 erfolgte der Umzug nach Weißer Hirsch und die Umbenennung des Teams in Dresden Monarchs. Erster Höhepunkt war der Besuch von Karl Mecklenburg, Linebacker der Denver Broncos, in Dresden und der Rückbesuch beim NFL pre-season exhibition game der Broncos gegen die Dolphins im August 1992 in Berlin.

### Aufstieg bis in die GFL
1993 bestritten die Monarchs ihre erste Saison in der Aufbauliga Ost und schafften sogleich den Aufstieg in die Landesliga Ost. Dort gelang 1994 erneut der Aufstieg in die Verbandsliga. 1996 wurde der Aufstieg in die Oberliga Ost erreicht, in der sich die Monarchs 1997 den ersten Platz sicherten und in die Regionalliga Ost aufstiegen. Schon zwei Jahre später gelang der erneute Aufstieg, diesmal in die 2. Bundesliga – als erstes Team aus den neuen Bundesländern. Nach einer Saison ohne Niederlage im Jahr 2002 gewannen die Dresdner in den Relegationsspielen gegen den Letztplatzierten der GFL, die Kiel Baltic Hurricanes, deutlich mit 100 Punkten (0:38 in Kiel, 62:0 in Dresden), wodurch der Aufstieg in die GFL gelang.

### Anfangsjahre in der GFL
Bereits in der ersten Saison gelang den Monarchs der Einzug in die Play-offs um den German Bowl. Dort scheiterten sie im Viertelfinale an den Rhein-Main Razorbacks. Im Jahr darauf (Saison 2004) gelang der erneute Einzug in die Play-offs als Drittplatzierter der GFL Nord. Nach einem Sieg über die Schwäbisch Hall Unicorns im Viertelfinale verloren die Monarchs ihre Halbfinalpartie mit 20:34 gegen die Braunschweig Lions. In der Spielzeit 2005 konnten die Monarchs erstmals den Rivalen und Deutschen Meister Berlin Adler zweimal hintereinander bezwingen. Die Saison endete mit dem dritten Platz und einer 27:30-Niederlage gegen die Schwäbisch Hall Unicorns im Viertelfinale. Das gleiche Ergebnis erreichten die Monarchs in der Saison 2006, dieses Mal scheiterten sie im Viertelfinale an „Angstgegner“ und Interconference-Partner Stuttgart Scorpions.

### 2007–2009
Die Saison 2007 verlief weniger erfolgreich. Nach elf Niederlagen und nur einem Sieg konnten sich die Monarchs nach dem bisher schlechtesten Saison-Ergebnis in der Relegation gegen den Meister der 2. Bundesliga, Hamburg Eagles, nur knapp den Klassenerhalt sichern (Relegationsergebnis insgesamt 47:37). Die Monarchs gaben jedoch 2007 ihr Debüt auf der europäischen Bühne und spielten im EFAF Cup, wo sie in der 1. Runde gegen den späteren Sieger, die Graz Giants, ausschieden.
In der Saison 2008 und der Saison 2009 erreichte das Team wieder die Play-offs und schieden jeweils im Viertelfinale bei den Marburg Mercenaries aus. Nach einem 21:32 im ersten Jahr war das Ergebnis im zweiten Jahr mit einem 63:64 durch eine gescheiterte Two-Point-Conversion in der zweiten Verlängerung äußerst knapp.

### 2010
In der Saison 2010 litten die Monarchs bis zur Sommerpause unter einem schwachen Angriff um Quarterback Bryan Waggener, der nach acht Spielen gegen die Neuverpflichtung Jake Christensen ausgetauscht wurde. In der zweiten Hälfte der Saison gelang den Dresdnern dann nach weiteren Transfers (Timothy Hunt und Dominic Goodman (beide USA)) eine Siegesserie, durch die sie nach der drohenden Relegation in der ersten Hälfte der Saison doch noch überraschend den Weg in die Play-offs schafften, und schließlich zum zweiten Mal in ihrer Geschichte bis ins Halbfinale der GFL-Play-offs vordringen konnten. Nach dem 56:45-Sieg im Viertelfinale gegen die Schwäbisch Hall Unicorns verloren die Monarchs am 26. September 2010 das Halbfinale trotz Überraschungsrückkehrer Michael Andrew in einer buchstäblichen Schlammschlacht auf dem überfluteten Ausweichsportplatz Moorteichwiese mit 0:14 bei den Kiel Baltic Hurricanes.

### 2011
Das folgende Jahr verlief eher durchwachsen: Nach sieben Spieltagen konnte man nur einen Sieg auf der Habenseite verbuchen. Die zweite Saisonhälfte brachte noch 5 siegreiche Begegnungen (darunter 2 Kantersiege gegen Plattling mit insgesamt 133:6 Punkten). Dennoch reichte das Verhältnis von 6 Siegen zu 8 Niederlagen nicht aus, um zum vierten Mal in Folge die Playoffs zu erreichen- man stand in der Abschlusstabelle auf dem fünften Platz. Damit endete die Spielzeit für die Königlichen erstmals seit dem Aufstieg in die höchste Spielklasse bereits nach der regulären Saison.

### 2012
Anlässlich des 20-jährigen Bestehens bestritten die Monarchs am 19. Mai 2012 ein Spiel gegen die Obic Seagulls, den sechsfachen Meister der Japanischen X-League und Rice-Bowl-Gewinner. Dieses Spiel war erst das dritte (und das erste auf Vereinsebene) zwischen einem deutschen und einem japanischen Team. Wie erwartet unterlag das deutsche Team (17:29), spielte aber teilweise auf Augenhöhe mit den Asiaten mit.
Die reguläre Saison verlief dagegen äußerst erfolgreich: Einem eher verhaltenen Start – zwei Siege (beim Aufsteiger in Lübeck und daheim gegen Düsseldorf), aber auch zwei Niederlagen gegen Kiel und eine in Düsseldorf – setzte die Mannschaft eine hervorragende weitere Saison entgegen. Nur eine Niederlage (21:39 gegen die Berlin Adler) und acht Siege ließen die Dresdner noch folgen. Damit reichte es zum dritten Tabellenplatz in der Nordstaffel mit nur zwei Punkten Rückstand auf den Erzrivalen, die Berlin Adler. Somit hatte man sich erneut für die Playoffs qualifiziert und nebenbei auch noch die erfolgreichste GFL-Saison der Vereinsgeschichte gespielt. Im Viertelfinale musste man nach Mannheim zu den Rhein-Neckar Bandits. Beim Aufsteiger der Südstaffel setzten sich die Dresdner schließlich in einem abwechslungsreichen Spiel mit 31:19 durch. Im anschließenden Halbfinale bei den Baltic Hurricanes aus Kiel musste man sich wieder einmal geschlagen geben. Auch im dritten Aufeinandertreffen beider Mannschaften im Jahre 2012 agierten die Gastgeber besser und somit mussten sich die Monarchs nach einer 35:14-Niederlage im Stadion von Kilia Kiel wieder einmal vom Traum der ersten German Bowl-Teilnahme verabschieden.

### 2013
Nach einem sensationellen Start in die Saison 2013 (173:13 Punkte in den ersten vier Spielen) mit fünf Siegen in Folge, gab es am sechsten Spieltag in Braunschweig, bei den New Yorker Lions, die erste Niederlage für die Königlichen (17:24). Durch eine weitere Niederlage am ersten Spieltag nach der Sommerpause bei den Berlin Adlern, kamen sie offenbar ein wenig ins Straucheln. Das erklärte Saisonziel eines Playoff-Heimspiels, welches nur bei Erreichen des ersten oder zweiten Tabellenplatzes möglich war, sah man teilweise gefährdet, da die vermeintlichen Schlüsselspiele (2 mal Kiel Baltic Hurricanes, New Yorker Lions) noch aus standen. Doch für viele überraschend gewann man sowohl in Kiel (24:14), als auch eine Woche später daheim gegen die Baltic Hurricanes (28:20), was dazu führte, dass man einen Spieltag vor Saisonschluss vorzeitig den zweiten Tabellenplatz sicher hatte. Am selben Tag verloren auch die bis dahin ungeschlagenen Braunschweiger überraschend bei den Berlin Adlern, womit die theoretische Chance auf den Spitzenplatz in der Tabelle und dem damit verbundenen Titel des „Nordmeisters der GFL“ bestand. Am letzten Spieltag den Monarchs musste dafür im heimischen Heinz-Steyer-Stadion „nur“ ein Sieg gegen die Braunschweiger mit einer Differenz von 8 Punkten erzielt werden. Dies gelang aber nicht (29:37-Niederlage), wodurch die New Yorker Lions erstmals seit 2007 als Nordmeister die Regular Season beendeten.
Trotzdem war die Saison- mit 11 Siegen und 3 Niederlagen sogar noch erfolgreicher, als die des Vorjahres. Der Gegner im Viertelfinale waren die Munich Cowboys, welche in der Südstaffel den vierten Platz in der Abschlusstabelle erreichten. Zum ersten Mal durften die Dresdner somit ein Playoff-Heimspiel ausrichten und gewannen dieses klar und deutlich mit 59:14 (14:7, 21:0, 10:0, 14:7). Am darauffolgenden Tag gewannen die Berlin Adler beim amtierenden Meister, den Schwäbisch Hall Unicorns, wodurch Dresden auch das Heimrecht für das kommende Halbfinale erhielt. In einem spannenden Spiel vor 2840 Zuschauern gelang den Elbestädtern die nächste Sensation. Beide Mannschaften spielten auf Augenhöhe und auch drei vergeben Extrapunkt-Versuche der Dresdner trugen dazu bei, den Spannungsbogen weit zu spannen. Zum ersten Mal in der 21-jährigen Vereinsgeschichte wurde durch das 32:21 (6:0, 13:14, 6:0, 7:7) der Einzug in den German Bowl erreicht.
Das Finale um die Deutsche Football-Meisterschaft bestritten die Monarchs am 12. Oktober 2013 gegen die New Yorker Lions, gegen welche man in der Saison zwei Mal verlor (17:24 in Braunschweig, 29:37 in Dresden), die sich am 3. Oktober mit einem 34:29-Sieg gegen die Baltic Hurricanes aus Kiel im heimischen Eintracht-Stadion durchsetzen konnten. Im German Bowl unterlagen die Dresden Monarchs den New Yorker Lions in einem absolut hochdramatischen und ausgeglichenen Spiel schlussendlich mit 34:35. Bis 2:34 Minuten vor Ende des Spiels hatten die Königlichen alle Chancen, das Spiel noch zu gewinnen. Aber es war ihnen nicht vergönnt. Runningback Trevar Deed verlor den durch den anhaltenden Regen glitschigen Ball, Braunschweig sicherte ihn und konnte damit die Spielzeit herunter laufen lassen. Zum Zeitpunkt von Deeds Fumble waren sie in aussichtsreicher Position, um mit einem Field Goal das Spiel für sich zu entscheiden.

### 2014
In der Saison 2014 gelang wieder der Einzug in die Playoffs und als Zweiter der Nordstaffel mit diesmal vier Niederlagen (in Kiel, in Berlin gegen die Adler sowie beide Spiele gegen Braunschweig) und acht Siegen (die Saison wurde aufgrund des Rückzugs der Hamburg Blue Devils um zwei Spiele auf zwölf Spiele verkürzt) zum zweiten Mal in der Vereinsgeschichte ein Viertelfinale im heimischen Heinz-Steyer-Stadion. Dort wurden die Marburg Mercenaries mit 42:22 besiegt, wobei zur Halbzeit die Leistungsträger Trevar Deed und Jeff Welsh beim Stand von 42:7 bereits ausgewechselt worden waren. Anders als in der Vorsaison gelang es jedoch Südmeister Schwäbisch Hall Unicorns, sein Viertelfinale daheim gegen Kiel deutlich zu gewinnen, so dass das Halbfinale am 27. September 2014 in Schwäbisch Hall als letztes planmäßiges Spiel der Unicorns im Hagenbachstadion stattfand. Dort setzte es eine 27:33-Niederlage, so dass der Traum vom erstmaligen German-Bowl-Sieg abermals nicht in Erfüllung ging.
In der neugegründeten Big6 gelang den Dresdnern nach einer knappen 10:17-Niederlage im heimischen Glücksgas-Stadion gegen die New Yorker Lions ein überraschender aber hochverdienter Auswärtssieg bei den Raiffeisen Vikings Vienna. Im Stadion Hohe Warte in Wien schlug man die favorisierten, fünfmaligen Eurobowl-Sieger mit 35:41 und sicherte sich damit den zweiten Gruppenplatz in der Gruppe A. Leider war dies nicht ausreichend um in den Eurobowl (gegen den späteren Sieger Berlin Adler) einzuziehen. Dafür hätte man acht Punkte mehr benötigt, um den Gruppenersten (New Yorker Lions) vom ersten Tabellenplatz zu stoßen. Trotzdem wurde der Sieg gegen die hochfavorisierten Vikings aber vielerorten mit Respekt gezollt.

## Teams
- Dresden Monarchs (GFL, Herrenteam)
- Dresden Monarchs Frauen (GFLW, Frauenteam)
- Dresden Monarchs M2 (2. Mannschaft, Oberliga)
- Dresden Monarchs Flag5 (5er DFFL2)
- Dresden Monarchs Flag5 Unified (5er Regionalliga Ost)
- Dresden Monarchs Senior-Flag (9er DFFL)
- U19 A-Jugend (GFL-Junior)
- U17 B-Jugend (Jugendliga-Ost)
- U15 B-Jugend
- U13 Flagteam (Jugend-Flagliga Ost)
- U10 Flagteam

## Stadion
Die Heimstätte der Dresden Monarchs ist seit 2007 das Heinz-Steyer-Stadion im Ostragehege – in Anlehnung an das Stadion der Pittsburgh Steelers von manchen Fans Heinz Field genannt. Zwischen 2021 und 2024 wurde es modernisiert und zu einer Multifunktionssportstätte mit einer Zuschauerkapazität von 5.000 überdachten Sitzplätzen umgebaut. Das Stadion ist zudem mit mobilen Tribünen auf 15.000 Plätze erweiterbar. Für das erste Heimspiel der Saison 2010 gegen die Berlin Adler kehrten sie wieder in das Rudolf-Harbig-Stadion zurück, welches in den Vorjahren neugebaut und nun fast ausschließlich für die Heimspiele der SG Dynamo Dresden genutzt wird. Auch im Jahr 2011 fanden zwei der ersten drei Heimspiele – gegen Kiel und Düsseldorf – in dieser Arena statt. In der Saison spielte man in diesem Stadion ebenfalls ein Spiel gegen Düsseldorf, im folgenden Jahr besiegte man dort die Hamburg Blue Devils mit 43:30. Vormals spielte das Team im Stadion Bärnsdorfer Straße (einer ehemaligen Radrennbahn und jetzigem Trainingsgelände mit dem ersten Kunstrasen-Footballfeld in Deutschland), zog mangels Tribünen und aufgrund der steigenden Zuschauerzahlen aber schließlich in das größere Rudolf-Harbig-Stadion um, bis dieses infolge seines bevorstehenden Neubaus wieder geräumt werden musste. Für die Saisons 2022 und 2023 wurde am Spielfeld des Trainingszentrums Bärnsdorfer Straße noch eine unüberdachte Tribüne für ca. 1.000 Zuschauer erbaut. Als „Ausweichstadion“ wurde 2003 zudem einmal das Ernst-Grube-Stadion im nahe gelegenen Riesa genutzt.
Die Heimspiele kommentierte bis einschließlich 2009 der in der Liga durchaus bekannte Günther Jagsch. Die Qualität der Moderationen überzeugte die Stuttgart Scorpions, Gastgeber des German Bowls 2007, den Stammsprecher der Monarchs als Kommentator für das damalige Finale der GFL nach Stuttgart einzuladen. Nach Jagschs Weggang nach Münster übernahm der ehemalige Radiomoderator und vormalige Footballspieler (Kiel Baltic Hurricanes) Alexander von Perponcher-Sedlnitzky diese Aufgabe. Für Musik und Ton während des Spiels sorgt bereits seit 1993 unverändert der Dresdner DJ Falk Lehmitz, seit 2011 zeichnet DJ Auguszt in der After Game Area für Partystimmung verantwortlich.
| Saison | Zuschauer gesamt | Heimspiele | Schnitt |
| ------ | ---------------- | ---------- | ------- |
| 2012   | 11.024           | 7          | 1.574   |
| 2013   | 19.981           | 9          | 2.220   |
| 2014   | 13.243           | 7          | 1.892   |
| 2015   | 20.858           | 7          | 2.979   |
| 2016   | 22.361           | 8          | 2.795   |
| 2017   | 19.892           | 7          | 2.841   |
| 2018   | 23.329           | 8          | 2.916   |
| 2019   | 24.860           | 8          | 3.108   |
| 2021   | 12.670           | 7          | 1.810   |
| 2022   | 13.843           | 5          | 2.767   |

## GFL-Mannschaft
Teil des Teams sind jede Saison mehrere ausländische Spieler. Den Großteil der Mannschaft stellen allerdings Spieler aus der Region. Insbesondere aus den eigenen Nachwuchsmannschaften (Monarchs Peewees, Flagfootball, Monarchs Juniors (Kontaktfootball – seit 2013 GFL Juniors)) können jedes Jahr neue Spieler für das GFL-Team rekrutiert werden.
Der Headcoach der Saison 2005 war Jochen Stobernack, der im Dezember desselben Jahres aus privaten Gründen sein Amt aufgab. In der Saison 2006 sollte der erfahrene US-Amerikaner Harold A. Cox den Cheftrainerstuhl übernehmen. Aus gesundheitlichen Gründen konnte Cox bis Saisonbeginn jedoch nicht nach Deutschland eingeflogen werden, so dass das bis dahin provisorische Trainerteam personell aufgestockt wurde und hauptamtlich das Training der Königlichen in der Saison 2006 und 2007 übernahm. Ende 2007 konnte der erfahrene NFL-Europa-Trainer Shuan Fatah als neuer Headcoach verpflichtet werden, nachdem er in der Saison 2006 dem Trainerstab bereits als Berater zur Seite stand.

### 2008 bis 2013
Für die Saison 2008 holte Shuan Fatah, nun als Cheftrainer, den erfahrenen britischen Offense-Line-Coach Lee Rowland als Special-Teams-Coordinator nach Dresden, musste aufgrund des begrenzten Budgets des Erstligavereins jedoch Prioritäten setzen: durch den Trainereinkauf blieb für die Saison 2008 nur Geld für drei statt früher vier nordamerikanische Profispieler. Publikumsliebling Jag Bal konnte deshalb vorerst nicht wieder verpflichtet werden. Aus diesem Grund stieß Stadionsprecher Günther Jagsch im Februar 2008 erfolgreich eine Faninitiative an und sammelte Geld für die Verpflichtung Bals. Der Überschuss aus der Spendenaktion sollte dem Monarchs-Nachwuchs zugutekommen.
Ende 2008 verließ Fatah die Monarchs und nahm eine längerfristige Anstellung bei den Berlin Adlern an. Seinem Ruf folgten sechs Spieler und Lee Rowland in die Hauptstadt. Insgesamt verzeichnete das Team in der Vorsaison 2009 neunzehn Abgänge und zehn Zugänge. Damit hatten die Monarchs mit 48 Spielern einen der kleinsten Kader der GFL. Die prominentesten Verpflichtungen für Saison 2009 waren RB Michael Andrew (Braunschweig Lions – German-Bowl-MVP 2008), DB/QB Jared Dumm (Hamburg Blue Devils) und QB Kyle Israel (University of Central Florida).
Als Headcoach konnte Gary Spielbuehler verpflichtet werden, der 2008 bei den Stuttgart Scorpions unter Vertrag stand, vorher mit den Braunschweig Lions Deutscher Meister wurde und bereits seit 1975 als Football-Trainer arbeitet. Das Team schaffte unter Spielbuehler sowohl 2009 als auch 2010 das Saisonziel und kam in die Play-offs. 2010 wurden neben dem mittlerweile nach Dresden gezogenen Allrounder Jared Dumm QB Bryan Waggener (USA), sowie die Brüder Jeffrey und Christopher Wollin (Kanada) importiert. Zu Beginn der Rückrunde wurde der enttäuschende Waggener durch Jake Christensen ersetzt und die Mannschaft durch Timothy Hunt und Dominic Goodman verstärkt. Pünktlich zu den Play-offs kehrte schließlich RB Michael Andrew von den Graz-Giants zurück.
Anfang 2011 stand dann fest, dass Jared Dumm, welcher zurück in die USA ging, die Wollin-Brüder (Rückkehr nach Kanada) und Michael Andrew (Wechsel zum Ligakonkurrenten Kiel) nicht für die folgende Saison zur Verfügung stehen. Auch die anderen Importspieler konnten nicht erneut verpflichtet werden; im Gegensatz zu Gary Spielbuehler, welcher seinen Vertrag für zwei weitere Jahre verlängerte.
Für die Saison 2011 konnten mit QB Tyler Graunke (University of Hawaiʻi at Mānoa), RB Larry Croom (u. a. Pittsburgh Steelers, Arizona Cardinals, Hamburg Sea Devils) und den beiden Linebackern Adrian McCovy (University of Arizona) und Patrick O’Neil (Berlin Adler) erneut 4 US-Spieler mit NFL- und NFL Europe- und GFL-Erfahrung unter Vertrag genommen werden. O’Neal verließ das Team aber Ende Mai schon wieder aus familiären Gründen (Krankheit seiner Mutter). Leider musste man sich auch Ende Juli vom Quarterback trennen. Im weiteren Saisonverlauf liefen daher Eric Seidel und Robert Sommer als Spielmacher auf. Zudem wurde bereits Ende Juni mit Ryan Downard (Eastern Michigan University) ein weiterer amerikanischer DB verpflichtet, um die entstandenen Lücken im Team zu schließen.
Eine besondere Ehre wurde am Jahresbeginn 2011 dem Dresdner Linebacker Burkhard Vogt zuteil, als er vom AFVD zum Spieler des Jahres 2010 gewählt wurde.
Die Rückkehr des US-Amerikaners Larry Croom als Runningback sowie die Verpflichtung von Nick Hardesty (QB) und Chris Evering (WR/DB) von der Henderson State University (USA) und Lamar Myles (University of Louisville) waren die Zugänge aus dem Mutterland des Footballs zur Saison 2012. Letzterer hatte es in den Jahren 2008 und 2009 immerhin in den Trainingskader des NFL-Teams der Jacksonville Jaguars geschafft. Dazu kamen der finnische Nationalspieler Martti Välimaa (DL), sowie Josef Fuksa (OL) und Ladislav Jensik (DB) aus Tschechien. Nach einem sehr durchwachsenen Saisonauftakt trennte man sich einen Tag nach der 40:14-Niederlage in Düsseldorf bereits nach 2 Pflichtspielen von Nick Hardesty und verpflichtete Warren G. Smith (University of Maine) als seinen Nachfolger. Im Laufe der Saison stieß auch noch, der zuvor beim Ligakonkurrenten Kiel Baltic Hurricanes unter Vertrag stehende WR Jamal Smith zu den Elbestädtern. Croom war nach dem Abschluss der Punktrunde, der nach erlaufenen Yards der erfolgreichste Spieler der GFL (1759 Yd) vor Trevar Deed (Kiel Baltic Hurricanes).
Für die Saison 2013 konnten Jeff Welsh als Quarterback und Trevar Deed als Runningback (beide USA) engagiert werden. Beide hatten im Vorjahr noch beim Ligakonkurrenten aus Kiel gespielt und mit dem Team im German Bowl gestanden. Die weiteren Neuverpflichtungen waren: Luke Laolagi (USA) als Linebacker, Arttu Tenneberg (Finnland) als Offensive-Liner, Sebastien Sejean als Strong Safety und Anthony Couvin (beide aus Frankreich) als Widereceiver. Auch die beiden Tschechen Josef Fuksa und Ladislav Jensik spielten erneut bei den Elbestädtern, dazu kam in der laufenden Saison noch deren Landsmann David Hradecky (Guard). Mit Donnie Avant (US-Amerikaner, mit deutschem Pass) konnte ein flexibler Spieler geholt werden, er spielte sowohl Strong Safety, als auch Widereceiver. Der in Dresden lebende US-Amerikaner Kirk Benson (Noseguard) vervollständigte das Paket der „Importspieler“. Für die Playoffspiele wurde Emmanuel Moody (USA) als weiterer Runningback verpflichtet. Der „ewige Monarch“ und Sympathieträger Michael Megel, welcher mit 400 Spielen der Rekordspieler für die Dresdner war, beendete nach der Saison seine Karriere. Und auch das seit 2009 bestehende Vertragsverhältnis mit Gary Spielbühler als Headcoach wurde nach fünf Jahren nicht verlängert.

### 2014 bis 2020

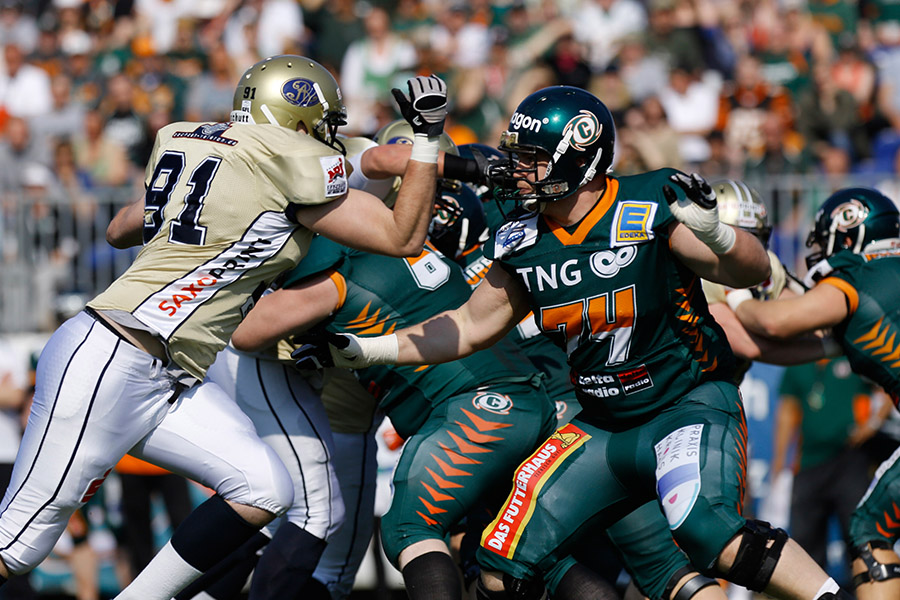
Spielszene (2014)

Als Vizemeister startete man trotzdem mit viel Selbstvertrauen in die Saison 2014 und konnte auch einige hochklassige Spieler verpflichten. Jeff Welsh entschied sich, sein Engagement als Quarterback bei den Monarchs fortzusetzen. Und auch Trevar Deed, für viele der tragische Held des Finales von 2013, entschloss sich, noch einmal im Dresdner Trikot aufzulaufen. Dies, obwohl er nach dem verlorenen German Bowl im Vorjahr bekannt gegeben hatte, sich vom aktiven Spiel zurückzuziehen und in seiner amerikanischen Heimat eine Ausbildung zum Feuerwehrmann zu absolvieren. Der 2013 unangefochten beste Runningback der Liga zeigte erneut eine überragende Saison und wurde nur durch eine Verletzung im Heimspiel gegen Köln, wodurch er in diesem und den beiden folgenden Spielen nicht eingesetzt werden konnte, gestoppt und konnte seine Vorjahresrekorde nicht erreichen. Zusammen mit dem neuen Headcoach John Leijten (Niederlande), welcher auch der Trainer der australischen Footballnationalmannschaft ist, kamen gleich zwei australische Spieler zu den Goldhelmen. Sowohl Conor Foley (RB), als auch Damien Donaldson (SS) konnten als echte Bereicherung für das Team gewonnen werden. Donaldson spielte in der Saison auch auf der Position des Punters. Im Verlauf des Jahres zeigte sich, dass Guillaume Rioux (Frankreich) eine der schlagkräftigsten Neuverpflichtungen war. Er spielte nicht nur in der Offense, sondern wurde auch in den Specialteams und in den Reihen der Defense sehr häufig eingesetzt. Am Ende der Saison war er (mit über 1000 Yards bei 11 TDs) der erfolgreichste Receiver der Monarchs. Sein Landsmann Sebastien Sejean setzte auch im Jahr 2014 in der Defense etliche Ausrufezeichen. Als weitere Verstärkung in der Defense wurde Sherman Vercher (USA) verpflichtet, welcher ebenso, wie der Pole Adam Lary das Defense Backfield aufwertete. Lary war einer von (anfänglich vier) polnischen Spielern, die erstmals für die Königlichen aufliefen. Die weiteren waren Babatunde Aiyegbusi, Arek Soberski (beide Tackle) und Dominik Dabrowski, wobei Letzterer zur Saisonhälfte der Regelung zum Opfer fiel, dass die Zahl der ausländischen Spieler in einem GFL-Team begrenzt ist. Josef Fuksa verließ die Dresdner vor der Saison, wohingegen sein Landsmann Ladislav „LJ“ Jensik auch 2014 bei den Elbestädtern im Roster erschien. Auch Quade Chappuis (Schweiz) und Tyson Garnham (Großbritannien) hinterließen eindrucksvolle Statistikzahlen und waren eine echte Verstärkung der Monarchs. Sowohl Emmanuel Moody (Raiffeisen Vikings Vienna) als auch Donnie Avant (Cologne Falcons) wechselten zu anderen Teams, welche beide aber von den Dresdnern im Verlaufe des Jahres mit ihren neuen Mannschaften (in der GFL und der Big6) besiegt wurden.
Seit 2016 spielt das Wide Receiver-Duo aus Finnland Sebastien Sagne und Micky Kyei in Dresden. Brandon Connette kam als Quarterback für die Dresden Monarchs in der Saison 2016. Zusammen mit den deutschen Wide Receivern Mike Schallo und Hendrik Hinrichs und dem Runningback Joe Bergeron aus den USA war die Offense der Dresden Monarchs in dieser Saison die beste Scoring Offense der Liga. Trotz der ausländischen Spieler wie Middle Linebacker Jordan Glass (USA), Safety William James (Schweden), Defensive Tackle Alan Steinohrt (Australien), Cornerback Isaac Summerfield (Australien) oder deutschen Spielern wie Linebacker Daniel Stechbarth oder Defensive Lineman Marcel Donner gehörte die Defense der Monarchs hingegen nur zum guten Mittelmaß im Vergleich zu anderen deutschen Mannschaften.
Ein ähnliches Bild gab es in der darauffolgenden Saison 2017, dem Jubiläumsjahr der Dresden Monarchs. Erneut war die Offense einer der besten der ganzen Liga, jedoch war die Defense wieder nur Mittelmaß. Quarterback der Monarchs war in der Saison der US-Amerikaner Garrett Safron (Sacramento State University). Ansonsten blieb die Offense der Dresden Monarchs mit den Wide Receivern Sebastien Sagne und Micky Kyei und dem Runningback Joe Bergeron zusammen. Als Verstärkungen für die Saison in der Defense holte der Verein Safety Kweishi Brown (USA), Middle Linebacker Marc Millan (USA), Defensive Linemen Botond Krizsai (HUN) und Niall Scott-Grant (GBR) und Linebacker Marcos Delana (AUS). Im 4. Saisonspiel gegen die NewYorker Lions Braunschweig verletzten sich Marcos Delana und Kweishi Brown bereits, sodass sie für die restliche Saison ausfielen. Als Ersatz verpflichtete man kurzfristig Safety Davyon McKinney (USA). Neben diesen Imports wie auch erneut William James glänzten auch zahlreiche Deutsche wie Linebacker Tim Weidner und Daniel Stechbarth oder Cornerback Paul Krems.
In der Saison 2018 übernahm Head Coach Ulrich „Ulz“ Däuber das Team der Dresden Monarchs. Der Quarterback Trenton Norvell kam von der Western Illinois University. In dieser Saison kam jedoch kein US-Runningback nach Dresden, sondern ein Wide Receiver. Diesen fanden sie in Mitchell Paige von der Indiana University. Er sammelte bereits bei den Los Angeles Chargers Spielpraxis in der NFL-Vorbereitung, ehe er von den Kalifornien aus dem Aufgebot gestrichen wurde. Aus den USA kamen zudem Linebacker A. J. Wentland von der McKendree University und Jamarii Milliken von der Furman University. In der GFL Nord holte man in der regulären Saison den zweiten Platz hinter den New Yorker Lions und hatte damit für das Viertelfinale Heimrecht. Dort konnte man die Allgäu Comets deutlich schlagen. Im Halbfinale traf man abermals auf die Schwäbisch Hall Unicorns. Die Dresden Monarchs verloren dieses Halbfinalspiel gegen den späteren Deutschen Meister.
Im Jahre 2019 gab es erneut viele Wechsel auf den Schlüsselpositionen. Quarterback wurde Zack Greenlee kam von der University of Texas at El Paso. Erneut kam zu den Monarchs kein Runningback aus den USA, sondern ein Wide Receiver. Diese Stelle wurde von KeVonn Mabon besetzt. Mabon kam von der Ball State University und stand zeitweise bei den Tennessee Titans und den Indianapolis Colts unter Vertrag, schaffte es dann aber nicht in den festen Kader für die NFL-Saison. Als neuer Defensive Back kam Omari Williams aus den USA, der zuvor an der Samford University war. Middle Linebacker blieb vom Vorjahr A. J. Wentland. In der Punktrunde wurden die Monarchs in der GFL Nord Zweiter. Im Spiel gegen die New Yorker Lions erlitt Quarterback Greenlee eine Rippenprellung und fiel einige Spiele aus. Dafür wurde Glen Cuillette von der Texas Southern University geholt. Nach der Auskurierung von Greenlee, übernahm dieser zunächst wieder als Starting Quarterback. Doch nach einigen wechselhaften Leistungen wurde erneut Cuillette bis zum Saisonende eingesetzt. Im Viertelfinale konnte man sich gegen die Marburg Mercenaries mit 39:22 durchsetzen. Doch erneut scheiterten die Dresdner im Halbfinale an den Schwäbisch Hall Unicorns.
Da die GFL-Saison 2020 aufgrund der COVID-19-Pandemie komplett ausgefallen ist, gab es kein einziges Ligaspiel für die Monarchs. Doch die Vereinsführung organisierte auf eigene Faust ein Testspiel gegen die Panthers Wrocław, die in der polnischen Liga ihren Titel verteidigen wollten. Am 20. September wurde dieses Spiel im ausverkauften Heinz-Steyer-Stadion vor 1500 Zuschauern, welches die maximal mögliche Kapazität aufgrund der Einschränkungen war, ausgetragen. Das Spiel endete 48:14 für die Panthers Wrocław.

### Seit 2021
Für die Saison 2021 steckten sich die Dresdner das ambitionierte Ziel: German Bowl. Durch die verlorene Saison 2020 gab es im Kader der Monarchs viel Veränderung. Die zwei erlaubten US-Spieler in der Offensive bestanden aus Quarterback Kyle J. Carta-Samuels und Wide Receiver Darrell Stewart Jr. Passwerfer Carta-Samuels wurde an der University of Washington und der Colorado State University ausgebildet. Danach durfte er sich bei den Denver Broncos und den San Francisco 49ers im Mini-Camp präsentieren. In der Saison 2020 stand er unter Vertrag bei den BC Lions in der Canadian Football League, die jedoch kein Ligaspiel bestritten. Passempfänger Stewart Jr. hat die Michigan State University besucht und dort Football gespielt. Auch er konnte sich nicht bei den NFL-Teams der Green Bay Packers sowie Carolina Panthers als Free Agent durchsetzen. In der Defense lauten die US-Spieler Linebacker Apelu Kaulana und Defensive Back Charles Oliver. Linebacker Kaulana stammt von Hawaii, spielte aber Football an der University of Oregon. Passverteidiger Oliver studierte an der Texas A&M University und trug das Trikot der Aggies. Doch es wurden noch weitere Spieler mit doppelter Staatsbürgerschaft zum Beginn oder im Laufe der Saison verpflichtet, die ebenfalls Football College-Erfahrung vorweisen können: Runningback Devwah Whaley (University of Arkansas) und Wide Receiver Anthony Brooks (Worcester State University), bereits mit GFL-Erfahrung bei den Frankfurt Universe, haben die britische Staatsbürgerschaft. Linebacker Andrew McElroy (Marist College) besitzt die irische Staatsbürgerschaft. Als Ersatz wurde zum Ende der Saison zudem wieder A.J. Wentland verpflichtet, der 2020 in Finnland und 2021 bereits in Österreich jeweils den Liga-Titel gewinnen konnte. Aus dem Ausland kamen zusätzlich noch sechs Tschechen, zwei Briten, ein Pole, ein Schweizer und ein Franzose. In diesem Jahr konnten die Monarchs, nach der Niederlage im ersten Spiel in Köln, alle weiteren neun Hauptrundenspiele für sich gewinnen. Das bedeutete, dass die Dresden Monarchs zum ersten Mal in ihrer Geschichte die GFL Nord auf dem ersten Platz abschließen konnten. Das anschließende Viertelfinale gewannen die Monarchs gegen die Allgäu Comets mit 50:13. Dank des 1. Platzes in der GFL Nord hatte Dresden nun auch im Halbfinale Heimrecht. Das Spiel konnten die Gastgeber mit 37:0 gegen die Saarland Hurricanes für sich entscheiden. Somit erreichten die Dresden Monarchs nach 2013 zum zweiten Mal in der Vereinsgeschichte das Ligafinale. In einem spannenden Spiel des German Bowl XLII gewannen die Monarchs mit einem 28:19-Sieg zum ersten Mal in ihrer Geschichte den Pokal. MVP des Spiels wurde der Dresdner Quarterback K.J. Carta-Samuels.
Nach dem größten Triumph in der Vereinsgeschichte stand das Motto für die Saison 2022 fest: „Do it again!“ Das Team steckte sich also das Ziel der Titelverteidigung. Als Quarterback wurde der ältere Bruder vom letztjährigen Quarterback verpflichtet: Austyn Carta-Samuels. Ausgebildet wurde Austyn Carta-Samuels an der University of Wyoming sowie der Vanderbilt University. Als Passempfänger wurde William Gladney, vorher am Ithaca College (Div.III), zu den Monarchs geholt. Die neuen US-Amerikaner auf der defensiven Seite hießen wiederum Rayshard Ashby von der Universität der Virginia Tech und Ken Hike Jr. von der Tuskegee University (Div.II). Darüber hinaus konnte man einige europäische Leistungsträger aus der vorherigen Meister-Saison halten oder sogar neu verpflichten. Im ersten Saisonspiel verletzte sich allerdings der akquirierte Quarterback Austyn Carta-Samuels schwer und fiel für 5 Saisonspiele aus. In der Zwischenzeit ersetzte ihn entweder Marvin Schöne aus der eigenen Jugend der Monarchs oder der extra verpflichtete Justin Agner, der an 3 Universitäten spielte. Zudem wurde bereits nach dem zweiten Saisonspiel dem Passempfänger William Gladney gekündigt. Dafür wurde Darrell Stewart Jr. nachverpflichtet, der schon 2021 für die Monarchs auflief. Sportlich lief es für den amtierenden Meister alles andere als optimal. Auch aufgrund vieler Verletzungen konnten die Monarchs nach 4 Spielen erst einen Sieg für sich verzeichnen. Im letzten Saisonspiel gegen die Berlin Adler hatten die Königlichen die Möglichkeit mit einem Sieg, noch auf den 4. Platz in der GFL Nord zu rutschen und somit die Playoffs zu erreichen. Doch das Aufeinandertreffen wurde verloren und damit verpassten die Dresdner zum ersten Mal seit 2011 die Playoffs. Nach dem Saisonende wurde verkündet, dass der bisherige Cheftrainer Ulrich „Ulz“ Däuber seinen auslaufenden Vertrag nicht verlängert.
Am 20. Dezember 2022 wurde von den Monarchs verkündet, dass der langjährige Assistant Coach der Cincinnati Bengals Paul Alexander der neue Headcoach wird. Nach nur einer Saison gab er jedoch seinen Rückzug aus familiären Gründen bekannt. Nachfolger wurde Greg Seamon.

### Aktueller Kader
| Nummer | Name                   | Position              | Herkunft               |
| ------ | ---------------------- | --------------------- | ---------------------- |
| 2      | Yazan Nasser           | RB                    | Deutschland            |
| 3      | Joe Cassidy            | DB                    | Vereinigtes Konigreich |
| 4      | Nario Walks            | CB                    | Vereinigte Staaten     |
| 5      | Nico Barrow            | RB                    | Finnland               |
| 60     | Steven Duncan          | QB                    | Vereinigte Staaten     |
| 70     | Chris Larsen           | DL                    | Kanada                 |
| 8      | Oliver Tribler         | TE                    | Danemark               |
| 9      | Adam Bender            | DL                    | Schweden               |
| 10     | Eric Seidel            | WR                    | Deutschland            |
| 11     | Marvin Schöne          | QB                    | Deutschland            |
| 12     | Dennis Pöche           | WR                    | Deutschland            |
| 14     | Norman Sobczik         | DB                    | Deutschland            |
| 16     | Austin Mitchell        | LB                    | Vereinigte Staaten     |
| 17     | Maxim Neumann          | LB                    | Deutschland            |
| 18     | Finn Gornig            | DB                    | Deutschland            |
| 19     | Yannik Heim            | DB                    | Deutschland            |
| 21     | Ferdinand Lang         | DB                    | Deutschland            |
| 22     | Franz Kammel           | LB/K                  | Deutschland            |
| 23     | Tommy Wilson           | WR                    | Vereinigtes Konigreich |
| 26     | Silven Frohs           | RB                    | Deutschland            |
| 27     | David Baum             | RB                    | Deutschland            |
| 28     | Arne Stephan           | RB                    | Deutschland            |
| 29     | Erik Bonitz            | DB                    | Deutschland            |
| 33     | Simon Schulze-Greiving | LB                    | Deutschland            |
| 34     | Peter Schuberth        | LB                    | Deutschland            |
| 35     | Luca Ender             | DB                    | Deutschland            |
| 38     | Florian zur Nieden     | LB                    | Deutschland            |
| 40     | Samuel Mindham         | DB                    | Vereinigtes Konigreich |
| 41     | Sebastian Otto         | LB                    | Vereinigtes Konigreich |
| 42     | Felix Tasler           | LB                    | Deutschland            |
| 43     | Daniel Stechbarth      | LB                    | Deutschland            |
| 44     | Robert Koschorrek      | LB                    | Deutschland            |
| 45     | MAX Parkinson          | DL                    | Vereinigtes Konigreich |
| 49     | Chrisk Noak            | LB                    | Deutschland            |
| 50     | Lars Liebig            | OL                    | Deutschland            |
| 53     | Hermann Schramm        | OL                    | Deutschland            |
| 59     | Johann Bachofner       | OL                    | Deutschland            |
| 71     | Felix Bonn             | OL                    | Deutschland            |
| 72     | Nils Konavec           | OL                    | Deutschland            |
| 74     | Benjamin Burghes       | OL                    | Vereinigtes Konigreich |
| 75     | Philipp Most           | OL                    | Deutschland            |
| 76     | Aaron Wahl             | OL                    | Deutschland            |
| 77     | Max Charnley Collins   | OL                    | Vereinigtes Konigreich |
| 78     | Paul Findeisen         | OL                    | Deutschland            |
| 81     | Jonas Georgi           | K                     | Deutschland            |
| 82     | Niklas Hassler         | WR                    | Deutschland            |
| 83     | Leon Otto              | WR                    | Deutschland            |
| 84     | Liam Steuding          | WR                    | Deutschland            |
| 85     | Julian Goern           | WR                    | Deutschland            |
| 88     | Manuel Behrends        | WR                    | Deutschland            |
| 89     | Justin Bloch           | WR                    | Deutschland            |
| 90     | Dorian Boldog          | DL                    | Deutschland            |
| 91     | Georg Helbing          | DL                    | Deutschland            |
| 92     | Elias Nahlik           | DL                    | Deutschland            |
| 93     | Jannik Stanke          | DL                    | Deutschland            |
| 95     | Leonardo Matassini     | DL                    | Deutschland            |
| 97     | Paul Seemann           | DL                    | Deutschland            |
| 99     | Eric Hausschild        | DL                    | Deutschland            |
| HC     | Paul Alexander         | Head Coach            |                        |
| SPT/OL | Erik Keil              | Special Teams/OL      |                        |
| OC     | Robert Cruse           | Offensive Coordinator |                        |
| TE     | Bork Honscha           | Tight End Coach       |                        |
| WR     | Radko Zoller           | Widereceiver Coach    |                        |
| RB     | Chris Arnold           | Runningback Coach     |                        |
| DC     | Martin Schmidt         | Defense Coordinator   |                        |
| DL     | Marcus Donner          | Defense Line          |                        |
| DB     | Thomas Stantke         | Defense Back Coach    |                        |
| CB     | Robert Süßmilch        | Corner back Coach     |                        |

### Play-off- und Relegationsspiele
| Play-off- & Relegationsspiele |               |                            |                          |             |                             |
| Jahr                          | Spiel         | Heimteam                   | Gastteam                 | Ergebnis    | Bemerkung                   |
| 2002                          | Relegation    | Kiel Baltic Hurricanes     | Dresden Monarchs         | 0:38        | Aufstieg in die GFL         |
| 2002                          | Relegation    | Dresden Monarchs           | Kiel Baltic Hurricanes   | 62:0        | Aufstieg in die GFL         |
| 2003                          | Viertelfinale | Rhein-Main Razorbacks      | Dresden Monarchs         | 28:20       |                             |
| 2004                          | Viertelfinale | Schwäbisch Hall Unicorns   | Dresden Monarchs         | 24:38       |                             |
| 2004                          | Halbfinale    | Braunschweig Lions         | Dresden Monarchs         | 34:20       |                             |
| 2005                          | Viertelfinale | Schwäbisch Hall Unicorns   | Dresden Monarchs         | 30:27       |                             |
| 2006                          | Viertelfinale | Stuttgart Scorpions        | Dresden Monarchs         | 47:27       |                             |
| 2007                          | Relegation    | Dresden Monarchs           | Hamburg Eagles           | 28:24       | Verbleib in der GFL         |
| 2007                          | Relegation    | Hamburg Eagles             | Dresden Monarchs         | 13:19       | Verbleib in der GFL         |
| 2008                          | Viertelfinale | Marburg Mercenaries        | Dresden Monarchs         | 32:21       |                             |
| 2009                          | Viertelfinale | Marburg Mercenaries        | Dresden Monarchs         | 64:63 n. V. |                             |
| 2010                          | Viertelfinale | Schwäbisch Hall Unicorns   | Dresden Monarchs         | 45:56       |                             |
| 2010                          | Halbfinale    | Kiel Baltic Hurricanes     | Dresden Monarchs         | 14:0        |                             |
| 2011                          | –             | –                          | –                        | –           |                             |
| 2012                          | Viertelfinale | Rhein-Neckar Bandits       | Dresden Monarchs         | 19:31       |                             |
| 2012                          | Halbfinale    | Kiel Baltic Hurricanes     | Dresden Monarchs         | 35:14       |                             |
| 2013                          | Viertelfinale | Dresden Monarchs           | Munich Cowboys           | 59:14       | Deutsche Vize-Meisterschaft |
| 2013                          | Halbfinale    | Dresden Monarchs           | Berlin Adler             | 32:21       | Deutsche Vize-Meisterschaft |
| 2013                          | German Bowl   | Dresden Monarchs           | New Yorker Lions         | 34:35       | Deutsche Vize-Meisterschaft |
| 2014                          | Viertelfinale | Dresden Monarchs           | Marburg Mercenaries      | 42:22       |                             |
| 2014                          | Halbfinale    | Schwäbisch Hall Unicorns   | Dresden Monarchs         | 33:27       |                             |
| 2015                          | Viertelfinale | Dresden Monarchs           | Stuttgart Scorpions      | 55:14       |                             |
| 2015                          | Halbfinale    | Schwäbisch Hall Unicorns   | Dresden Monarchs         | 41:34       |                             |
| 2016                          | Viertelfinale | Dresden Monarchs           | Saarland Hurricanes      | 43:7        |                             |
| 2016                          | Halbfinale    | Schwäbisch Hall Unicorns   | Dresden Monarchs         | 35:26       |                             |
| 2017                          | Viertelfinale | Samsung Frankfurt Universe | Dresden Monarchs         | 26:16       |                             |
| 2018                          | Viertelfinale | Dresden Monarchs           | Allgäu Comets            | 51:19       |                             |
| 2018                          | Halbfinale    | Schwäbisch Hall Unicorns   | Dresden Monarchs         | 23:7        |                             |
| 2019                          | Viertelfinale | Dresden Monarchs           | Marburg Mercenaries      | 39:22       |                             |
| 2019                          | Halbfinale    | Schwäbisch Hall Unicorns   | Dresden Monarchs         | 30:13       |                             |
| 2021                          | Viertelfinale | Dresden Monarchs           | Allgäu Comets            | 50:13       | Deutsche Meisterschaft      |
| 2021                          | Halbfinale    | Dresden Monarchs           | Saarland Hurricanes      | 37:0        | Deutsche Meisterschaft      |
| 2021                          | German Bowl   | Dresden Monarchs           | Schwäbisch Hall Unicorns | 28:19       | Deutsche Meisterschaft      |
| 2022                          | –             | –                          | –                        | –           | COVID-Pandemie              |
| 2023                          | Viertelfinale | Dresden Monarchs           | Saarland Hurricanes      | 45:38       |                             |
| 2023                          | Halbfinale    | Schwäbisch Hall Unicorns   | Dresden Monarchs         | 36:30       |                             |
| 2024                          | Viertelfinale | Dresden Monarchs           | Straubing Spiders        | 35:6        | Deutsche Vize-Meisterschaft |
| 2024                          | Halbfinale    | Dresden Monarchs           | Hildesheim Invaders      | 27:13       | Deutsche Vize-Meisterschaft |
| 2024                          | GFL Bowl      | Potsdam Royals             | Dresden Monarchs         | 27:21       | Deutsche Vize-Meisterschaft |

## Sonstiges und Wissenswertes
- Eine besondere Rivalität verbindet die „Königlichen“ mit dem Team der Berlin Adler. Diese ist nicht nur durch die räumliche Nähe, sondern auch durch die teils sehr spannenden Duelle in der GFL und der GFL2 entstanden.
- Ein liebgewonnener Spruch des Vereins und seiner Fans lautet Football is Sex, Baby! welcher vom ehemaligen Headcoach Bob Guice (1997–2000) geprägt wurde.
- Im Jahr 2000 wurde mit den Dresden Diamonds ein Damen-Footballteam gegründet. Sie traten 2003 und 2004 in der Damenbundesliga (DBL) an. Durch mehrere Abgänge und Ausfälle im folgenden Jahr war der Kader aber zu klein um konkurrenzfähig mitspielen zu können. Daraufhin wurde der Spielbetrieb in der ersten Liga nicht fortgesetzt. Nach einjähriger Pause trat das Team von 2006 bis 2010 erneut in der DBL an. Im Jahr 2011 spielten die Diamonds in der zweithöchsten deutschen Spielklasse, der Damenbundesliga 2 Gruppe Süd. Inzwischen besteht das Team nicht mehr.
- Die Cheerleader der Dresden Monarchs sind die Blue Pearls.[12]
- Der offizielle Fanclub hieß Royal Friends. Er löste sich etwa um das Jahr 2020 auf. Seitdem existiert kein offizieller Fanclub mehr. Es bestand eine sehr enge Fanfreundschaft unter anderem mit den Anhängern der Vienna Vikings. Gegenseitige Besuche der Anhänger beider Teams und lautstarke Unterstützung der jeweils anderen Mannschaft sind eine in Dresden inzwischen lieb gewonnene Tradition.
- Ein Webradioteam[13] überträgt die Spiele der Elbestädter live im Internet, seit der Saison 2012 auch mit Videostream.
- Die Mannschaft und deren Fans unterstützen auch zahlreiche öffentliche Veranstaltungen, so zum Beispiel im Sommer 2010 eine Blutspendeaktion des DRK oder die alljährlichen Gedenkdemonstrationen am 13. Februar anlässlich der Bombardierung Dresdens im Zweiten Weltkrieg.